# 奥斯瓦尔杜-克鲁斯
奥斯瓦尔杜-克鲁斯是巴西圣保罗州的一个市镇。总面积247.941平方公里，总人口30150人，人口密度121.6人/平方公里。